# تشار
تشار، روستایی از توابع بخش نوسود شهرستان پاوه در استان کرمانشاه ایران است.

## جمعیت
این روستا در دهستان سیروان قرار دارد و براساس سرشماری مرکز آمار ایران در سال ۱۳۸۵، جمعیت آن ۲۸۰ نفر (۷۵خانوار) بوده‌است.این روستا یک چشمه دار که سبک ترین آب کرمانشاه به حساب می آید.